# ناحیه دوور، شهرستان اوتسگو، میشیگان
ناحیه دوور (به انگلیسی: Dover Township) یک منطقهٔ مسکونی در ایالات متحده آمریکا است که در شهرستان آتسگو، میشیگان واقع شده‌است.
 ناحیه دوور ۹۱٫۳ کیلومتر مربع مساحت و ۶۱۴ نفر جمعیت دارد و ۳۴۹ متر بالاتر از سطح دریا واقع شده‌است.